# Milon's Secret Castle
Milon's Secret Castle, noto in Giappone come Meikyū Kumikyoku: Milon no Daibōken (迷宮組曲 ミロンの大冒険? lett. "La villa labirinto: La grande avventura di Milon") è un videogioco platform/puzzle pubblicato da Hudson Soft per Nintendo Entertainment System nel 1986, e successivamente anche per Game Boy (1993) e telefoni cellulari (2005), ed infine su Virtual Console (2007). Un sequel, DoReMi Fantasy: Milon no Dokidoki Daibouken, fu pubblicato per Super Famicom nel 1996. Nel corso dell'anno successivo altri tre sequel (BS Do-Re-Mi No.2, BS Do-Re-Mi Oku no Original Sound Witch - Blue Sound Witch e BS Do-Re-Mi Oku no Original Sound Witch - Power Sound Witch) furono pubblicati per Satellaview.

## Trama
Milon vive nella valle di Hudson, dove la gente comunica con la musica. Milon tuttavia non possiede questa caratteristica, e un giorno decide di partire per trovare altri come lui incapaci di comunicare. Prima però decide di passare al castello Garland ("il castello segreto di Hudson" nell'edizione giapponese) per fare visita alla sua regina, Eliza. Mentre è in viaggio, però, il malvagio stregone Maharito della regione del nord attacca ed occupa il castello e la valle, derubando la popolazione degli strumenti musicali che usava per comunicare ed imprigionando la regina nella torre più alta del castello. Milon decide allora di sfidare il labirintico castello e i demoni al servizio di Maharito per liberare la sua regina. Nella sua missione viene assistito da un mago che gli dona una bolla magica con cui trovare i passaggi segreti.

## Modalità di gioco
Il giocatore controlla Milon, le cui capacità di base sono correre, saltare e sparare bolle contro i nemici. Milon comincia la sua avventura all'esterno del castello Garland, diviso in sette sezioni, ognuna delle quali ricca di mostri e passaggi segreti. La regina Eliza è prigioniera nell'ultima area, la più in alto. Tra un'area e l'altra spesso capiterà di dover passare di nuovo per esterni, ma se si sosta troppo a lungo all'esterno fulmini cominceranno a cadere dal cielo. Le bolle che Milon può lanciare sono sia un accessorio che un'arma: possono infatti danneggiare i nemici e rivelare passaggi o porte nascoste. Le aree in cui è divisa ogni sezione possono essere esplorate in qualsiasi ordine. Ogni area ha una sola uscita, che appare solo se Milon spara una bolla nello spazio in cui la porta è nascosta. Per passare da una sezione all'altra bisogna sconfiggere uno dei demoni, che tuttavia non appare semplicemente raggiungendo l'area in cui lo si scontra; infatti far comparire i boss richiede la scoperta di alcuni segreti, i quali spesso richiedono pura fortuna. I boss sono molto più grandi dei normali nemici e alcuni di essi si muovono poco, ma sono del tutto immuni se non colpiti alla testa, e richiedono molti danni, mentre Milon può venir facilmente messo K.O. con pochissimi attacchi. Ogni demone, una volta sconfitto, rilascia un cristallo, e un power-up che rende le bolle di Milon più grandi e in grado di volare più lontano.
Nel gioco è presente una lunga missione secondaria, che consiste nel recuperare i carillon rubati dai mostri al servizio di Maharito alla gente della valle di Hudson. Toccando un carillon si accede ad un minigioco, in cui un Elfo in cima allo schermo suona una batteria e produce note musicali che Milon deve prendere nel maggior numero possibile; ogni nota presa gli farà guadagnare parecchi punti, più dei punti extra per ogni diesis preso; viceversa, raccogliere dei bemolle ridurrà il totale di punti che saranno ottenuti a fine minigioco. Ogni volta che si toccherà un nuovo carillon, un Elfo si aggiungerà ai precedenti suonando uno strumento diverso, rendendo la musica ogni volta più elaborata.
Il gioco è considerato da molti giocatori estremamente frustrante: non ci sono punti di salvataggio o un sistema di password, e perdere una sola vita porta alla schermata di Game Over. È tuttavia possibile ricominciare dall'area in cui si ha perso tenendo premuto il tasto direzionale sinistra mentre si preme il tasto Start. Nella versione giapponese il codice è riportato nel manuale di gioco, mentre in quello americano è assente. Inoltre il codice non funziona se il giocatore non ha ottenuto il primo cristallo. Inoltre funziona solo un numero limitato di volte, il quale è casualmente stabilito dal gioco all'inizio di ogni partita. Inoltre, a differenza di molti platform dell'epoca, è assente la cosiddetta "invincibilità temporanea" (cioè quel breve momento in cui il personaggio, quando colpito, "lampeggia" per pochi istanti, divenendo brevemente invulnerabile), perciò la salute di Milon può essere azzerata in un istante. Questo viene compensato dalla presenza in ogni area di un oggetto che ripristina completamente la salute e la aumenta di un'unità.

## Porting e media correlati
- La versione per Game Boy è grossomodo identica a quella NES, ma include alcune differenze:
  - Il titolo è stato cambiato in Milon no Meikyū Kumikyoku (ミロンの迷宮組曲? lett. "La villa labirinto di Milon") nella versione giapponese, mentre quella americana porta lo stesso titolo di quella NES occidentale, ossia Milon's Secret Castle.
  - L'estensione delle aree è stata ridotta, probabilmente per via delle dimensioni dello schermo del Game Boy, di conseguenza molti oggetti e piattaforme sono stati riposizionati per venire incontro alla cosa.
  - È stato aggiunto un sistema di password che sostituisce lo scomodo codice della versione NES.
  - Gli oggetti in vendita nei negozi sono leggermente meno costosi rispetto alla versione NES.
  - Le battaglie contro i boss sono state rese estremamente più facili, riducendo la loro forza e rendendoli vulnerabili agli attacchi in tutto il corpo e non solo alla testa. Inoltre lanciano una sola sfera di fuoco alla volta, molto più piccola rispetto alla versione NES, la quale inoltre si concentra sulla posizione di Milon e non in una casuale.
  - Il finale ha delle nuove illustrazioni che chiariscono meglio la trama.
- La versione NES fu inserita nella compilation Hudson Best Collection Vol. 3, uscita nel 2005 per Game Boy Advance.
  - Sempre la versione NES fu poi pubblicata per telefoni cellulari nel 2005 e distribuita su Virtual Console nel 2007. Quest'ultima è inoltre l'unica versione a venire distribuita ufficialmente in territorio europeo, nel 2010, a 24 anni di distanza dalla pubblicazione originale.
- Milon's Secret Castle è citato in alcuni altri giochi Hudson Soft. Milon compare brevemente in Saturn Bomberman, e in Star Soldier compaiono delle tessere raffiguranti Milon che possono essere distrutte solo rispettando alcune condizioni, le quali faranno guadagnare ben 40,000 punti al giocatore.
  - Il gioco appare inoltre nel 19º episodio del programma televisivo Retro Game Master, nel quale il conduttore Shinya Arino gioca e completa la versione Famicom[1].